# Filiz Chjusmenowa
Filiz Chakyewa Chjusmenowa, bułg. Филиз Хакъева Хюсменова (ur. 10 czerwca 1966 w Silistrze) – bułgarska polityk i samorządowiec tureckiego pochodzenia, deputowana do Parlamentu Europejskiego VI, VII i VIII kadencji.

## Życiorys
W 1990 ukończyła filologię rosyjską i francuską na Uniwersytecie Wielkotyrnowskim im. Świętych Cyryla i Metodego, po czym pracowała jako lektor języka francuskiego na wydziale pedagogicznym uniwersytetu w Ruse. Była ekspertem ds. nauki języków obcych w regionalnym inspektoracie ministerstwa oświaty i nauki w Silistrze (od 1997). W 1999 została powołana na wiceburmistrza miasta, a od 2001 pełniła obowiązki zastępcy gubernatora regionu Silistra. Zasiadała w rządzie Symeona II jako minister bez teki (2003–2005).
W 2005 została wybrana na posłankę do Zgromadzenia Narodowego z listy Ruchu na rzecz Praw i Wolności. Była obserwatorem w Parlamencie Europejskim. W wyborach z maja 2007 uzyskała mandat eurodeputowanej, a dwa lata później reelekcję na to stanowisko. Zasiadła we frakcji Porozumienia Liberałów i Demokratów na rzecz Europy. W 2014 została wybrana na kolejną kadencję Europarlamentu. Mandat deputowanej wykonywała do 2019.
W kwietniu 2023 uzyskała mandat deputowanej do Zgromadzenia Narodowego 49. kadencji. Z powodzeniem ubiegała się o ponowny wybór w czerwcu 2024. Zrezygnowała jednak z mandatu wkrótce po rozpoczęciu kadencji jeszcze w tym samym miesiącu.